# تونيزيا نيوز

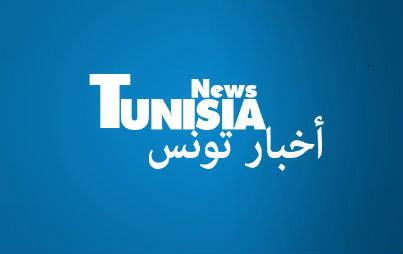
شعار أخبار تونس

تونيزيا نيوز (أخبار تونس) هي صحيفة أسبوعية باللغة الإنجليزية في تونس. أسسها وزير الزراعة والبيئة والموارد المائية التونسي السابق الحبيب حداد.

## روابط خارجية
- الموقع الرسمي